# 佐藤恕
佐藤 恕（さとう ひろし、1920年7月6日 - 2001年2月26日）は、日本の実業家。
東京近鉄百貨店社長、京都近鉄百貨店社長・取締役相談役などを歴任した。

## 経歴
兵庫県神戸市東灘区出身。
1943年（昭和18年）9月、東京帝国大学経済学部を卒業した後、兵役に出た。復員後、1945年（昭和20年）11月に近畿日本鉄道へ入社。同社百貨店部に勤め、1969年（昭和44年）5月に近鉄百貨店上本町店の店長になった。1972年（昭和47年）の百貨店部の分離独立に当たって取締役に就任し、2年後には常務取締役に就いた。
1976年（昭和51年）、東京都武蔵野市吉祥寺に三越と共同出資で「東京近鉄百貨店」の出店が決まり、佐藤は社長として、店長の髙田多喜男と共に店の立ち上げに奔走した。
東京近鉄百貨店立ち上げの実績を買われ、近畿日本鉄道の要請で、1981年（昭和56年）4月には近鉄百貨店（本社・大阪市）と別会社で、大阪証券取引所1部上場企業の「京都近鉄百貨店」社長に就任した。在任中は京都駅前地下街ポルタや京都市営地下鉄烏丸線開業に伴う京都本店の新装開店、地域一番店の岐阜店の強化を行った。
しかし、足の持病があって業務に支障をきたしかねないとして社長辞任を決めた。1985年（昭和60年）4月23日の株主総会で、丸物（京都近鉄百貨店の前身）生え抜きの若林誠郎専務へ社長の交代を発表し、会長に退いた。4年後には若林誠郎が会長、井上素夫が社長に就任したため取締役相談役となったものの、翌1990年5月には取締役も病気のため退任し、単なる相談役となった。
経営が悪化した京都近鉄百貨店は近鉄百貨店との合併が決まったが、それを2日後に控えた2001年（平成13年）2月26日、大阪市内の病院で亡くなった。享年80歳。